# Tryphon excavatus
Tryphon excavatus là một loài tò vò trong họ Ichneumonidae.